# 974

## Догађаји
- Битка код Даневиркеа: Цар Отон II побеђује побуњеничке снаге краља Харалда I, који је извршио инвазију на Нордалбингију (данашњи Холштајн), да би се отресао царског превласти. Отонова војска брзо покорава Данце, учвршћујући границу између Скандинавије и северне Немачке. У међувремену, Хајнрих II почиње побуну против свог рођака Отона. Он склапа савезе са баварским и саксонским племићима.
- Краљ Едгар I пружа помоћ принцу Хајвелу да протера свог ујака, краља Јага од Гвинеда из свог краљевства.
- Кармати су поражени северно од Каира од стране Фатимидских снага под вођством генерала Џавхара ал-Сикилија. Он учвршћује фатимидску власт и шаље посланство у хришћанску земљу Нубију да осигура јужну границу Египта. Арапски трговци уводе становништву ислам, који постепено потискује хришћанство.
- Офанзива калифата Кордобе са седиштем у Шпанији доводи до краја династије Магреба Идрисида. Калиф Ал-Хакам II одржава превласт калифата над краљевствима Наваре, Кастиље и Леона.[3]
- Династија Лиао размењује амбасадоре са династијом Сунг на Нову годину (пролећни фестивал).
- Папа Бенедикт VI је затворен у замку Сант'Ангело у Риму, где је задављен на смрт под утицајем моћне породице Кресценти. Кресценције I (Старији), италијански политичар и аристократа, организује изборе и замени Бенедикта својим кандидатом Франком, који се уздиже под титулом против папе Бонифације VII.
- Папа Бонифације VII је протеран по наређењу цара Отона II и бежи у Цариград, узимајући са собом и црквену ризницу Ватиканске базилике. Наследио га је папа Бенедикт VII као 135. папа Католичке цркве.

## Смрти
- Бенедикт VI, римски папа